# دخلة بلدي
دخلة بلدي أو منديل الشرف أو العلامة هو اسم لعادة في بعض الدول العربية والمسلمة مرتبطة بليلة الزواج (ليلة الدخلة)، حيث «يفض» الرجل أو سيدة من العائلة أو قابلة غشاء بكارة الفتاة باستخدام أصبع اليد ملفوفًا بمنديل أبيض، بدلًا من إيلاج العضو الذكري. بعض العائلات لا تكتفي برؤية المنديل، بل تصر على حضور عملية فض البكارة، عبر ممثلين عن العائلتين، في الأغلب يكون والدة وأخت العريس، وفي هذه الحالة قد تفُضه إحدى الحاضرات بنفسها. يخرِج الزوج والحاضرين بالمنديل وعليه قطرات الدماء ويرفعه أمام الجميع فتعلو الزغاريد، فتكون قطرات الدم على المنديل هي «دليل» على «شرف» الفتاة.
وبالرغم من تأكيد العلم بأن عدم خروج الدم بعد أول إتصال جنسي ليس دليلًا على عدم عذرية الفتاة، حيث تختلف طبيعة غشاء البكارة بين النساء.

## أصل التقليد
تعدد الروايات حول أصول تقليد منديل الشرف أو الدخلة البلدي، فالبعض ينسبها إلى المصريين القدماء وهو ما نفاه بعض علماء الآثار لعدم وجود مخطوطات أو رسوم فرعونية تبين ذلك. وذكر أن هذه العادة انتقلت للمصريين من أسطورة أفريقية عبر النيل تقول بأنه يجب على العروس تقديم جزء من جسدها كقربان للآلهة حتى تتمكن من الانجاب وأن غشاء البكارة هو ذلك القربان. وفي بعض التفسيرات ترد هذه العادة إلى القبائل العربية، وأنها كانت بهدف تقليل مخاوف العروس ليلة الزفاف. بينما هناك تحليل بأن الإصرار على اعتماد هذا التقليد مرجعه محاولة إخفاء الضعف الجنسي لدى الرجل، وبالتالي يصر على فض غشاء البكارة يدوياً حتى تتحول الفتاة من عذراء لثيب أمام الناس، فيما تكتشف الزوجة لاحقاً عجز الزوج.
عرف أحمد أمين منديل الشرف في مؤلفه "قاموس العادات والتقاليد والتعابير الشعبية" بقوله: "هي التي يبني (يدخل) فيها العريس بالعروس"، موضحا أنه كان شائعا عند الفلاحين أن يتصل الرجل بزوجته في ليلة الدخلة، لاطمئنان أهلها على سلوكها، ودليل ذلك أنهم يعلنون عن سبق طهارتها ببقاء بكارتها (غشاء البكارة) إلى اليوم (ليلة التقائها بزوجها)، فيخرج أبوها بشاشة ملوثة، ويصيح هو وأهلها: "بيضت الشاشة يا عروسة". كما يذكر الأديب توفيق الحكيم في مؤلفه "ليلة الزفاف"، أنّ جرت العادة في الأرياف أن تجتمع النساء على الباب ساعة التقاء الرجل بالمرأة، ويصفقن ويغنين ويهللن، حتى ينتهي الأمر؛ فإذا تأخر عنهن الخبر غنين: "مرسالك غاب يا وردة"، فإذا علمن انتهاء الموقف زغردن، ويكون معهن رجل ببندقيته فيطلقها في الفضاء إيذانا بالانتهاء.
وبسبب سير الأمر بهذا الشكل المذكور فقد كان يشعر العريس بالحرج والتوتر بسبب استعجال أهله في الاطمئنان على فحولته، وكذلك أهل عروسه للاطمئنان على سلوكها، ومن هنا أتى بعض فلاحي مصر بما يسمى بـ"الدخلة البلدي" التي عرفها عمر طاهر في مؤلفه "ألبومات عمر طاهر الساخرة"، بقوله: "هو اختراع شائع في الفلاحين يعفي العريس من أي حرج متوقع في ليلة الدخلة، وتتم الاستعانة فيه بإمرأة عجوز (تسمى في مصر الداية)، تفض بكارة العروس بنفسها."
وقد يفض العريس بنفسه غشاء البكارة بإصبعه، كما روت الكاتبة نوال السعداوي، في الجزء الثاني من مؤلفها "أوراقي.. حياتي" بقولها: "ليلة الزفاف تفض بكارة العروس بإصبع الداية أو العريس، يشق بظفره المدبب غشاء البكارة، يتلقى الدم الأحمر فوق البشكير الأبيض، يرفعه عاليا لتراه العيون المجتمعة في الحفل، تنطلق الزغاريد من حلوق النساء، يرفع والد العروس رأسه في زهو". وبذلك تم تسمية العادة السابقة التي تقوم على الاتصال الجنسي المباشر بين الزوج الزوجة بـ"الدخلة الافرنجي".

## المخاطر
في تصريحات تليفزيونية ذكرت هبة قطب استشارية الطب الجنسى والعلاقات الأسرية أن الدخلة البلدي «كارثية بكل معنى الكلمة» لأن من يتولى فض بكارة الفتاة بهذه الطريقة الهمجية لم يدرس شيئا من علم التشريح، وبالتالى سيسبب لها مشكلات صحية كثيرة كالجروح الغائرة في القناة المهبلية والنسور المهبلى والشرجى وغيرها، فضلا عن أن هذه المنطقة من الجسد ثرية بالأعصاب الجارسيمبثاوية وبالتالى قد يحدث هبوطا في الدورة الدموية أو يسبب توقف القلب تحت تأثير الخوف. وقد يلازم الفتاة بعد ذلك طول حياتها شعورا بالقهر لكونها مكتوفة الأيدى عاجزة عن الدفاع عن نفسها.

## الرأي الديني
أوضحت دار الإفتاء المصرية أنه لا يجوز للمرأة كشف عورتها المغلظة للنساء، ولا يجوز كشف دم البكارة للحاضرين أجمعين رجالا ونساءً، وأن هذا العمل لا يقره الدين وأوضحت أن هذه العادة من العادات الخبيثة المرذولة وهي من عادات الجاهلية التي أمر الإسلام بالابتعاد عنها؛ لما فيها من امتهان لكرامة الإنسان.

## الدخلة البلدي في السينما والتلفزيون

### مسلسلات
- القاصرات 2013

### أفلام
- دكان شحاتة 2009 - مصر، عرض الفيلم مشهد سينمائي واضح للدخلة البلدي.
- كلمني شكرًا 2010 - مصر، ظهر فيه مشهد حول الدخلة البلدي ومنديل الشرف.

فيلم الفرح

### أغاني في التراث المصري
- شوفوا شرف البنت الفلاحة

أحمر وزى التفاحة
يحيا أبوها وشنبه
اللي محدش غلبه
- قولو لابوها إن كان جعان يتعشى

روّْح يا بابا الدم بل الفرشة
قولوا لابوها ان كان تعبان يرتاح
قفل متربس وجاله مفتاح
- روحوا لابوها وانزلو له الخيمة

بنت الأكابر شرفتنا الليلة